# بيونير 11

مسار بايونير 11 مع تحليقات فوق كوكبي المشتري ثم وزحل.

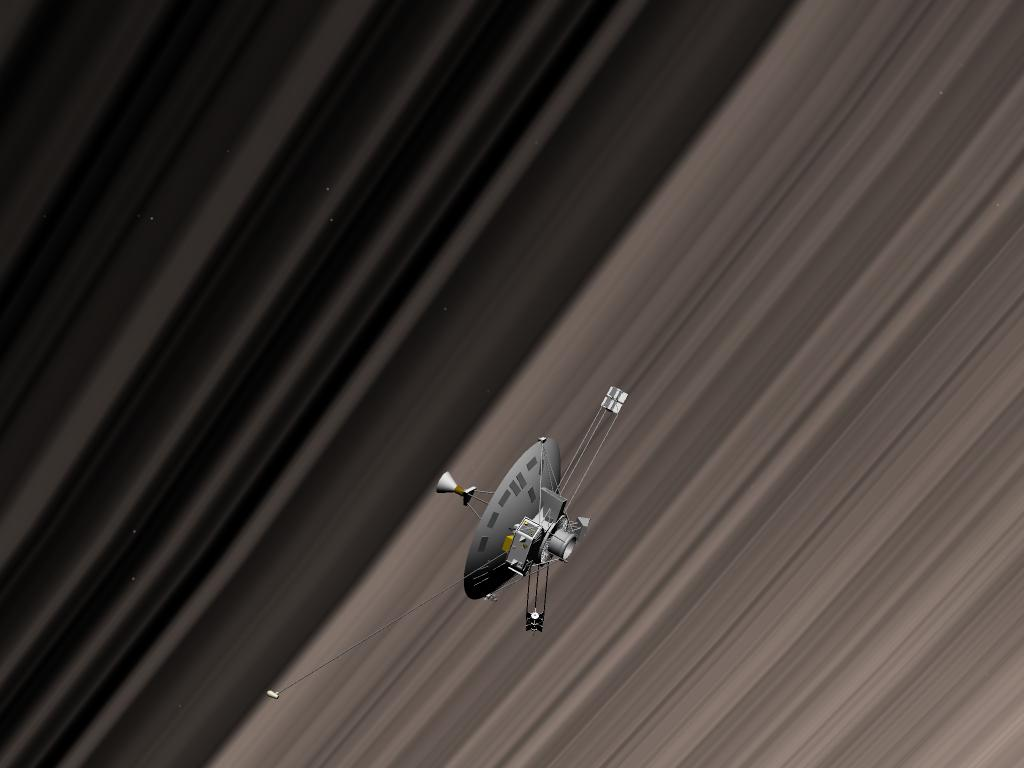
رسم فني

بيونير 11 (بالإنجليزية: Pioneer 11)، ويُعرف أيضًا باسم بيونير جي، وهو مسبار فضائي روبوتي بوزن 260 كيلوغرامًا، أُطلق بواسطة وكالة ناسا يوم 6 أبريل 1973 لدراسة حزام الكويكبات، والبيئة المحيطة بالمشتري وزحل، والرياح الشمسية، والأشعة الكونية. كان بيونير 11 أول مسبار يلتقي بكوكب زحل وثاني مسبار يحلق عبر حزام الكويكبات، وبالقرب من كوكب المشتري. وبعد ذلك، أصبحت بيونير 11 المركبة الاصطناعية الثانية، من أصل خمس مركبات آنذاك تصل إلى سرعة الهروب التي تمكنها من مغادرة المجموعة الشمسية. وبسبب معوقات الطاقة والمسافة الشاسعة إلى المسبار، كان آخر اتصال نمطي بالمركبة في يوم 30 سبتمبر 1995، واستقبل فريق المهمة آخر بيانات هندسية جيدة من المسبار في يوم 24 نوفمبر 1995.
لاحقًا، أصبح بايونير 11 ثاني أجسام اصطناعية من أصل خمسة أجسام تُحقق سرعة إفلات تُمكّنها من مغادرة النظام الشمسي. ونظرًا لمحدودية الطاقة والمسافة الشاسعة بينه وبين المسبار، كان آخر اتصال روتيني بالمركبة الفضائية في 30 سبتمبر/أيلول 1995، بينما تم استلام آخر بيانات هندسية جيدة في 24 نوفمبر/تشرين الثاني 1995.{The Pioneer Missions". nasa.gov. NASA / Ames. March 27, 2007. Archived from the original on October 19, 2021. Retrieved March 3, 2015}

## الوضع في عام 2019
في يوم 30 يناير 2019، كان بايونير 11 على مسافة 100.84 وحدة فلكية، ما يعادل 1.5085 × 1010 كيلومتر، من الأرض، وعلى مسافة 100 وحدة فلكية (1.5 × 1010 كيلومتر) من الشمس؛ وكان يتحرك بسرعة 11.241 كيلومتر في الثانية، ما يعادل 40,470 كيلومترًا في الساعة (بالنسبة للشمس)، وكان المسبار يتحرك مبتعدًا بسرعة 2.37 وحدة فلكية في السنة. تتحرك المركبة الفضائية في اتجاه موقع كوكبة الترس في السماء بالقرب من موقعها الحالي (عند أغسطس 2017) بمطلع مستقيم يصل إلى 18 ساعةً و50 دقيقةً، وميل استوائي يصل إلى -8 درجات و39.5 دقيقة (الحقبة J2000)، بالقرب من موقع التجمع النجمي مسييه 26. وفي غضون 928,000 سنة، سيمر المسبار عبر نطاق 0.25 فرسخ فلكي من نجم النسق الأساسي نوع K (قزم K) المعروف باسم TYC 992-192-1.
تجاوز مسبارا فوياجر مسبار بيونير 11، واللذان أُطلقا في عام 1977، وحاليًا، يعتبر المسبار فوياجر 1 أبعد جسم اصطناعي صُنع بواسطة البشر.

## لوح بايونير

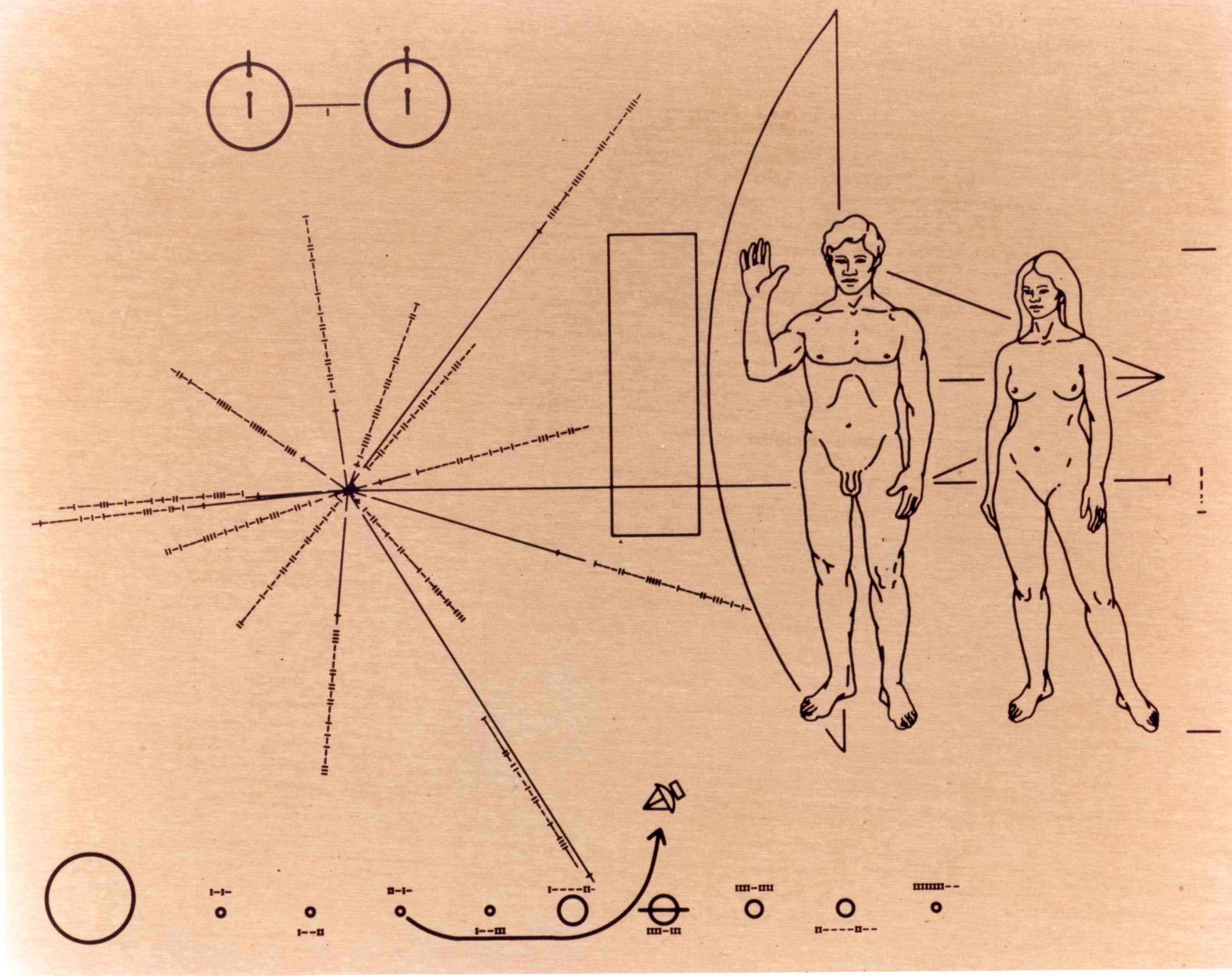
لوح بايونير

يحمل كل من بيونير 10، وبيونير 11 لوحًا من الألومنيوم المطلي بالذهب وهو يمثل رسالةً في حالة إيجاد هذين المسبارين بواسطة أي أشكال من الحياة الذكية في الأنظمة الكوكبية الأخرى. يضم كل لوح شكلين عاريين للجسد البشري؛ الذكري والأنثوي، بالإضافة إلى العديد من الرموز المصممة لتكون مصدرًا للمعلومات حول أصل هذه المركبة الفضائية.

## الوضع في عام 2025
في 19 أبريل 2025، سيكون بايونير 11 على بعد حوالي 114.53 وحدة فلكية من الشمس، أو حوالي 17.13 مليار كيلومتر.

## صور بايونير 11للمشتري

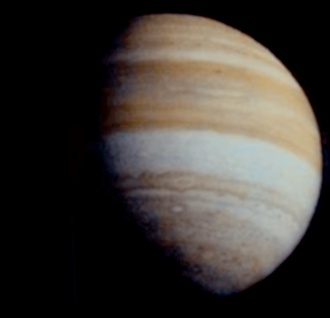
Pioneer 11 Jupiter encounter
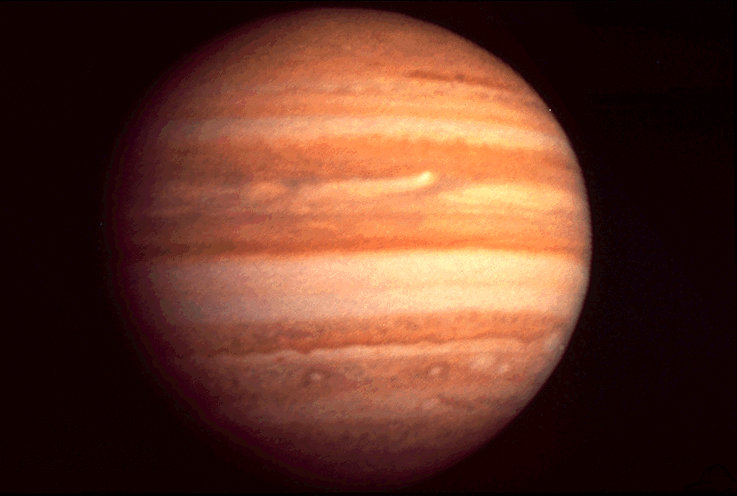
Approach on Jupiter
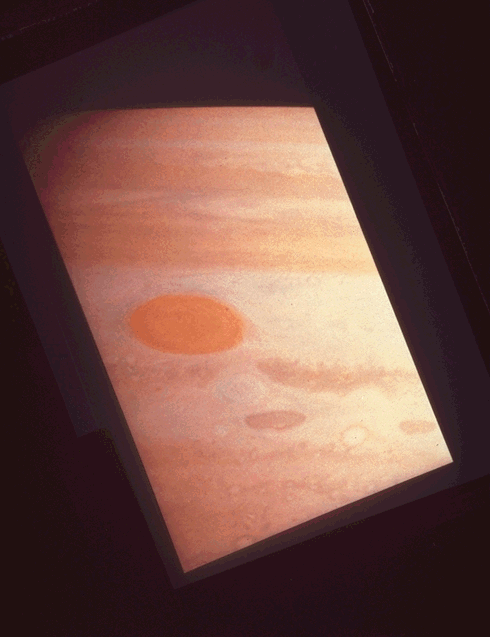
The البقعة الحمراء العظيمة imaged by Pioneer 11
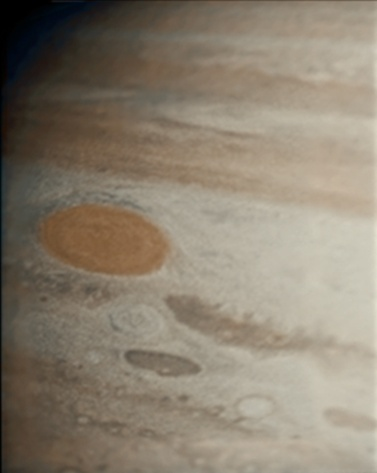
The Great Red Spot prior to closest approach
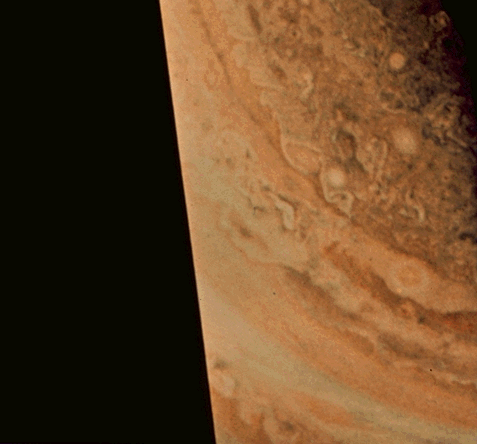
Cloud bands along the edge of Jupiter
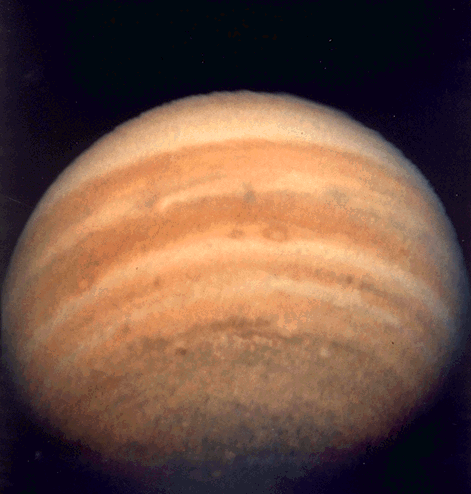
Beginning polar gravity assist
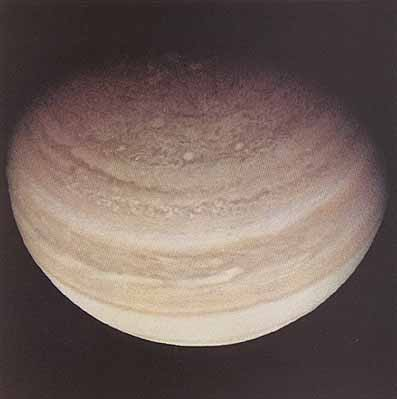
المشتري polar region from 1,079,000 km
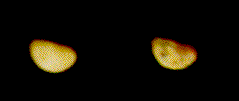
Io imaged from 756,000 km

## صور بايونير 11 للكوكب زحل

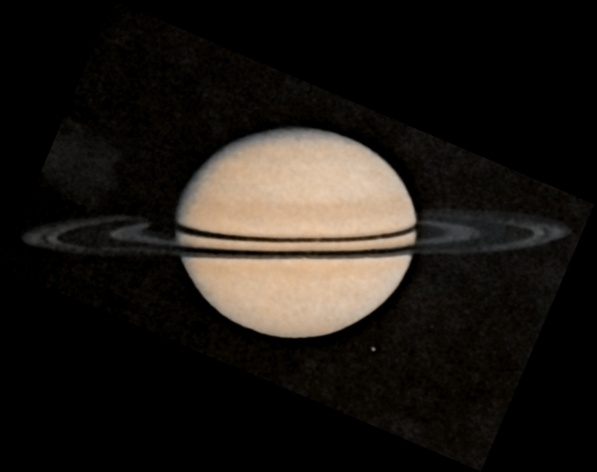
Pioneer 11 image of Saturn taken on 1979/08/26
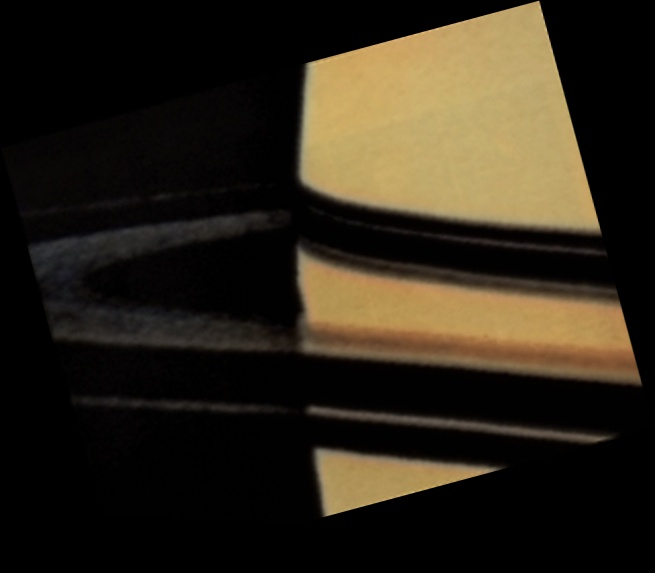
Pioneer 11 image of Saturn taken on 1979/09/01
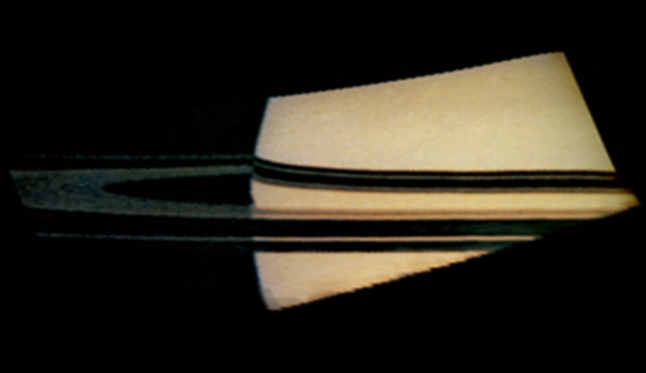
Pioneer 11 image of Saturn taken on 1979/09/01
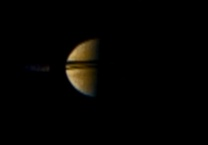
Outgoing Pioneer 11 image of Saturn taken on 1979/09/03
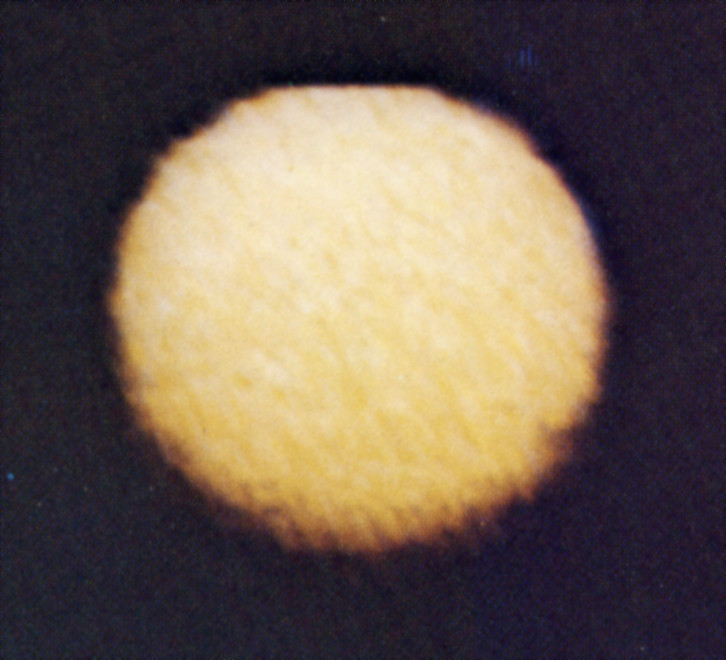
Pioneer 11 image of Saturn's moon Titan